# Merelbeke

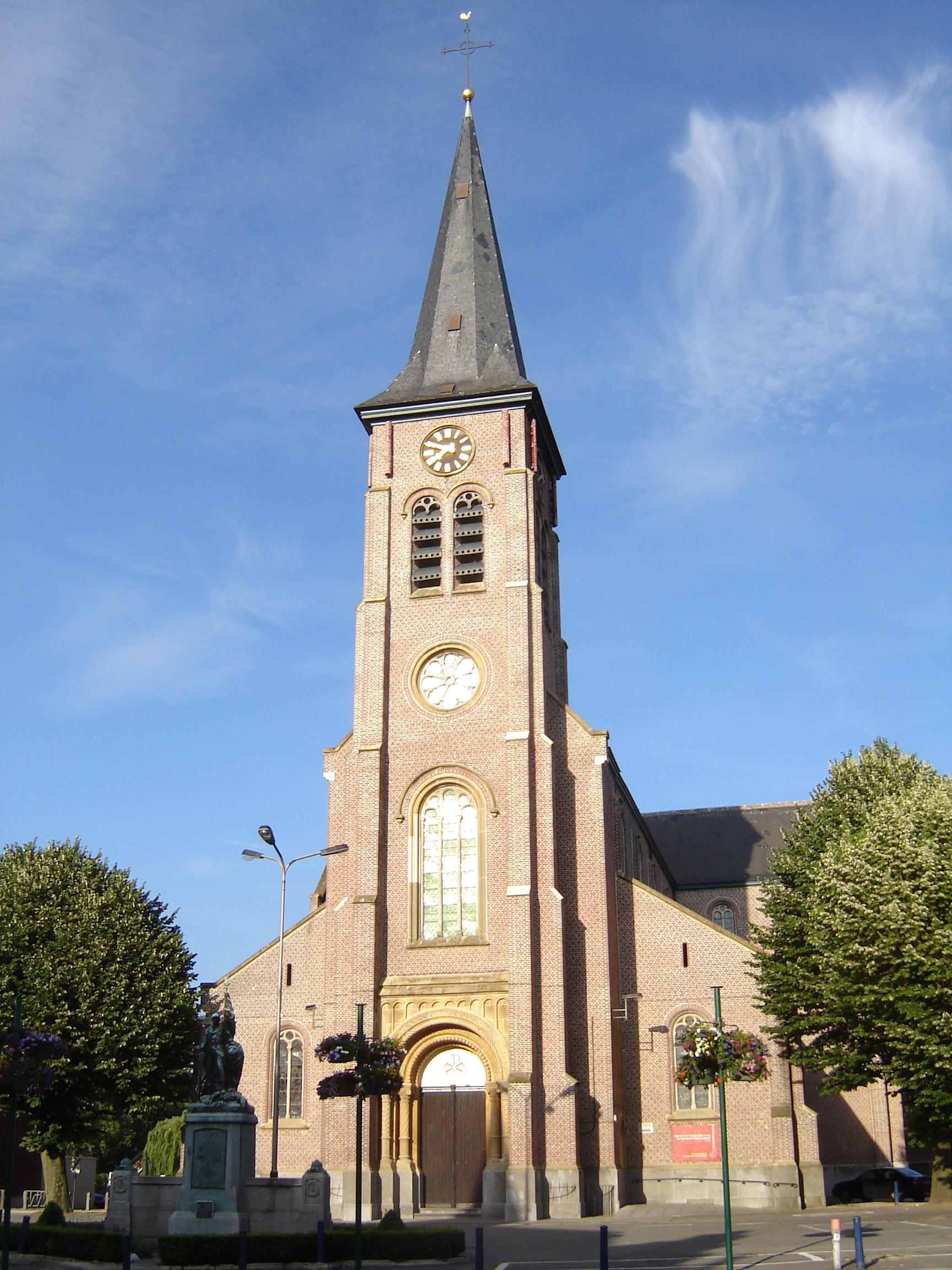
Sint Pietersbandenkerk in Merelbeke

Merelbeke ist ein Ort in der belgischen Gemeinde Merelbeke-Melle in der Region Flandern. Bis 31. Dezember 2024 bildete Merelbeke eine eigenständige Gemeinde, bestehend aus den Ortsteilen Merelbeke, Bottelare, Lemberge, Melsen, Munte und Schelderode. Sie zählte zuletzt 25.229 Einwohner (Stand 1. Januar 2024) auf 36,65 km².
Merelbeke liegt im Großraum Gent am rechten Ufer der Schelde. Das Stadtzentrum von Gent liegt 6 Kilometer nördlich, Brügge 42 km nordwestlich, Brüssel etwa 46 km südöstlich und Antwerpen 52 km nordöstlich.
Merelbeke besitzt eine Autobahnabfahrt an der A10/E 40.

Die Gemeinde hat einen Regionalbahnhof an der Bahnlinie Oostende – Gent – Merelbeke – Brüssel.

## Persönlichkeiten
- Odiel Van Den Meersschaut (1919–1993), Radrennfahrer
- Gilbert De Rieck (`* 1936), Radrennfahrer
- Erik De Beck (* 1951), Langstreckenläufer